# Šudajag
Šudajag (in lingua russa: Шудаяг) è un insediamento di tipo urbano di 2 869 abitanti situato in Russia, nella Repubblica dei Komi. Fa parte del circondario urbano della città di Uchta.